# Route 230 (Terre-Neuve-et-Labrador)
Pour les articles homonymes, voir Route 230.
La route 230 est une route provinciale secondaire de la province canadienne de Terre-Neuve-et-Labrador située sur l'île de Terre-Neuve. D'orientation nord-est–sud-ouest, elle relie la route 1, la route Transcanadienne, à Thorburn Lake, environ 15 km au nord de Clarenville jusqu'à l'extrémité de la péninsule de Bonavista, sur une distance de 109 kilomètres. Son revêtement est asphalté sur l'entièreté de son tracé.

## Tracé
La route 230 débute à la sortie 26 de la route Transcanadienne, la route 1, près de Thorburn Lake, quinze kilomètres au nord-ouest de Clarenville. Elle emprunte d'abord une trajectoire vers l'est sur une distance d'onze kilomètres avant de croiser sa route alternative, la route 230A. Ensuite, elle s'oriente vers le nord-est sur quatorze kilomètres, jusqu'à Lethbridge, passant près de l'aéroport de Clarenville. À Lethbridge, elle emprunte une orientation vers l'est sur 36 kilomètres, traversant une région beaucoup plus isolée. À Lockston, elle croise la route 239 en direction du village de Trinity, puis traverse Port Rexton. Elle bifurque ensuite plus vers les terres en étant orientée vers le nord-est pour atteindre Catalina.
Après avoir traversé Catalina, elle emprunte une trajectoire vers le nord sur 14 kilomètres, puis atteint Bonavista, où elle se termine au croisement de la route 235, près de l'extrémité de la péninsule.

## Communautés traversées
- Morleys Siding
- Lethbridge
- Southern Bay Station
- Southern Bay
- Lockston
- Port Rexton
- Champney's
- Port Union
- Catalina
- Bonavista